# Venus (Schiff, 2012)
Die Venus ist eine für den Unternehmer Steve Jobs vom Stardesigner Philippe Starck entworfene Megayacht. Jobs starb jedoch im Oktober 2011, ein Jahr bevor sie – für eine Gesamtsumme von mutmaßlich über 100 Millionen Euro – fertiggestellt wurde. Entsprechend der in den Produkten der Firma Apple zum Ausdruck gebrachten Gestaltungs-Philosophie hat die Yacht – verglichen mit anderen Megayachten – ein minimalistisches Design. Ebenfalls entsprechend der Eigner-Philosophie wurden Entwicklung und Bau des Schiffes mit großer Diskretion durchgeführt und Bilder erst zum Stapellauf veröffentlicht. Auch sind bislang (September 2022) kaum Fotos der Inneneinrichtung verfügbar.

## Entwurf und Bau
Die Venus ist insgesamt 78,20 Meter lang, womit sie lange Zeit zu den 100 längsten Yachten der Welt gehörte. Das Äußere und die Inneneinrichtung gestaltete Philippe Starck zusammen mit dem späteren Eigner. Den schiffbaulichen Entwurf übernahm De Voogt Naval Architects, eine Tochterfirma von Feadship, die auch den Bau auf ihrer Werft Royal de Vries ausführte. Entgegen der für Megayachten gebräuchlichen Bauweise (Rumpf aus Stahl, Decks und strukturelle Einbauten aus Aluminium) wurde für sie der komplette Bau aus Aluminium gewählt. Die Decks sind aus Teakholz. Deckssprung und die Decks sind parallel zur Wasserlinie ausgerichtet.

## Ausstattung
Die Aufbauten des Hauptdecks bestehen aus deckenhohen, 23 Meter langen und 6 mm dicken Glaswänden. Auch die Kabinenfenster im Unterdeck sind deckenhoch und ebenfalls aus Spezialglas gefertigt. Das Schiff wird mithilfe von sieben 27”-iMacs gesteuert. Die Rolls-Royces-MTU-Maschinenanlage mit ungefähr 4000 kW Leistung sorgt für eine Höchstgeschwindigkeit von 22 kn und eine Reisegeschwindigkeit von 16 kn. Die Yacht hat 22 Besatzungsmitglieder und kann 12 Gäste beherbergen.

## Geschichte
2007 nahm Steve Jobs mit dem Stardesigner Philippe Starck Kontakt auf für die Planung einer privaten Megayacht. Bis zu seinem Tode im Oktober 2011 war Jobs in den Fortgang der Entwicklung und den Bau des Schiffes involviert. Nach Aussage seines Biographen Walter Isaacson war dies die Hauptaufgabe seiner letzten Lebensjahre.
Unter besonderer Geheimhaltung wurde Venus bei der auf Megayachten spezialisierten niederländischen Werft Royal de Vries gebaut. Der Stapellauf erfolgte am 28. Oktober 2012 im Beisein der Familie von Steve Jobs. Den Namen erhielt die Yacht nach der römischen Göttin der Liebe.
Kurz nach der Auslieferung am 21. Dezember 2012 wurde die Yacht in Amsterdam an die Kette gelegt, da Philippe Starck zwei offene Rechnungen in Höhe von 3 Millionen Euro seines 9 Millionen Euro umfassenden Honorars von den Erben Jobs’ einforderte. Die Beschlagnahme wurde aufgehoben, nachdem der Streit einige Tage später beigelegt war.
Nach Fahrten in der Karibik, im Süden der USA sowie in mexikanischen Gewässern wurde die Yacht 2015 in der Werft Monaco Marine La Ciotat überholt bzw. nachgerüstet. Fahrten im Mittelmeer und der Adria folgten, bevor sie im September 2017 nach Harlingen in den Niederlanden zu einer weiteren Überholung überführt wurde. Ziel dieser Maßnahme war unter anderen eine turnusmäßige Überprüfung der Schiffspapiere sowie eine Aufrüstung verschiedener Systeme der Yacht.